# Santa Rita do Itueto
Santa Rita do Itueto – miasto i gmina w Brazylii, w stanie Minas Gerais. Znajduje się w mikroregionie Aimorés.